# Hais Welday
Hais Welday (* 24. Oktober 1989) ist ein eritreischer Mittel- und Langstreckenläufer.
2006 belegte er bei den Crosslauf-Weltmeisterschaften in Fukuoka auf der Kurzstrecke den 53. Platz. Bei den Olympischen Spielen 2008 in Peking und bei den Leichtathletik-Weltmeisterschaften 2009 in Berlin schied er über 1500 m im Vorlauf aus.
2010 wurde er über 3000 m bei den Leichtathletik-Hallenweltmeisterschaften in Doha Zwölfter und über 1500 m bei den Leichtathletik-Afrikameisterschaften in Nairobi Achter.
2012 kam er beim Dam tot Damloop auf den achten Platz.

## Persönliche Bestzeiten
- 1500 m: 3:35,96 min, 10. Juni 2009, Huelva
  - Halle: 3:41,12 min, 29. Januar 2011, Bordeaux
- 3000 m: 7:37,23 min, 6. Mai 2011, Doha
  - Halle: 7:45,44 min, 12. März 2010, Doha
- 10-Meilen-Straßenlauf: 46:19 min, 23. September 2012, Zaandam